# Lene Hau
Lene Vestergaard Hau (ur. 13 listopada 1959 w Vejle) – duńska fizyk, która wraz ze swoim zespołem na Uniwersytecie Harvarda przeprowadziła doświadczenia mające na celu spowolnienie, a następnie zatrzymanie promieni światła.

## Eksperyment spowolnienia impulsu światła
Eksperyment polegał na oświetlaniu chmury, w skład której wchodziły atomy sodu światłem lasera, o odpowiednio dopasowanych do potrzeb eksperymentu parametrach fizycznych. Zmiany zachodzące na poziomie kwantowym wewnątrz chmury sodu spowodowały, iż wpadający promień światła w formie impulsu o długości około 1 kilometra skrócony został do 20 mikrometrów w kondensacie Bosego-Einsteina. Dzięki temu światło zatrzymywane zostało w chmurze sodu na około półtorej sekundy. Czas ten jest niemal trzykrotnie dłuższy niż dotychczas odnotowany rekord wstrzymania promienia świetlnego – 600 ms. Efekt udało się osiągnąć dzięki spowolnieniu światła do 25 km/h (czyli do ok. 7 m/s – dla porównania prędkość światła w próżni wynosi 299 792 458 m/s). 
Następnie zatrzymano w chmurze wiązkę światła lasera, również wykorzystując właściwości kondensatu Bosego-Einsteina. Naukowcy, zatrzymując promień lasera, niejako zamienili go w materię. Dodatkowo, przenosząc kilka „atomów” tej materii do innego kondensatu Bosego-Einsteina, udało się im „przenieść” również samo światło i puścić promień z powrotem w ruch w miejscu oddalonym o 160 mikrometrów (czyli o grubość ludzkiego włosa).